# WM Recordings
WM Recordings is een onafhankelijk Nederlands netlabel. Het is een platenlabel, dat zich niet richt op een bepaald genre, maar komt met muziek die 'anders' is en door andere netlabels wordt genegeerd. Dit kan van alles zijn: van pop en free jazz tot en met wereldmuziek en experimentele soundscapes. Aanvankelijk konden de meeste releases gratis worden gedownload, tegenwoordig wordt muziek ook tegen betaling aangeboden via de gebruikelijke downloadkanalen. Het label biedt echter nog steeds ook gratis muziek aan. In 2008 kwam het met een eerste echte cd, van de Deense band Panicphobia. Andere uitgebrachte cd's waren onder meer van konstruKt, Meneer Jan, Barbara de Dominicis, Molotow Brass Orkestar en Ostrich Von Nipple. Het netlabel werd in 2004 opgericht door Marco Kalnenek en is gevestigd in Heerlen.